# Trịnh Xuân Thuận
Trinh Xuan Thuan (20 de agosto de 1948) es un astrofísico y escritor vietnamita-estadounidense, francófono, nacido en Hanoi. Conocido por su posición en favor del principio antrópico. Ganó en 2009 el Premio Kalinga de la Unesco y en 2012 el Premio Mundial Cino Del Duca.

## Datos biográficos
Trinh Xuan Thuan hizo estudios de astrofísica en el Instituto de Tecnología de California (Caltech) y más tarde en la Universidad de Princeton en los Estados Unidos de América, en donde obtuvo el grado de doctor.
Trinh Xuan Thuan se ha especializado en astronomía extragaláctica. Desde 1976 es profesor de astrofísica en la Universidad de Virginia. También es investigador en el Instituto de Astrofísica de París y miembro de la Universidad Interdisciplinaria de París.
Por medio de sus libros ha explicado y desarrollado su postura en favor del principio antrópico.
El profesor Trinh Thuan pertenece a la Sociedad Internacional de Ciencia y Religión (ISSR).
En 2004, hizo el co-descubrimiento y el registro, mediante el telescopio Hubble, de la galaxia considerada a la fecha la de más reciente creación en el universo conocido, I Zwicky 18, identificada por vez primera en la década de 1930 por el astrónomo Fritz Zwicky, a quien debe su nombre.

## Obra
- La Mélodie secrète, Fayard, 1988
- Un astrophysicien, Beauchesne-Fayard, 1992
- Le destin de l'univers : Le big bang, et après, colección «Découvertes Gallimard» (nº 151), Éditions Gallimard, 1992
  - Traducido al español El destino del universo: Después del big bang, colección «Biblioteca ilustrada» (nº 4), Blume, 2012
- le Chaos et l'Harmonie, Fayard, 1998
- L'Infini dans la paume de la main, avec Matthieu Ricard, NiL éditions, 2000
- Origines - la nostalgie des commencements, Fayard, 2003
- Les Voies de la lumière: Physique et métaphysique du clair-obscur, Fayard, 2007
- Voyage au cœur de la Lumière, colección «Découvertes Gallimard» (nº 527), Éditions Gallimard, 2008
- Dictionnaire amoureux du Ciel et des Étoiles[5]
- Le Big bang et après?, con Alexandre Adler, Marc Fumaroli y Blandine Kriegel, Albin Michel, 2010
- Le Cosmos et le lotus, Albin Michel, 2011 Premio Louis Pauwels 2012[6]

### Ediciones en inglés
- The Birth of the Universe: the Big Bang and Beyond. H.N. Abrams. 1993.
- The Secret Melody: And Man Created the Universe. Oxford University Press. 1995. ISBN 9780195073706.
- The Secret Melody: And Man Created the Universe. Templeton Foundation Press. 2005. ISBN 9781932031959.
- Chaos and Harmony: Perspectives on Scientific Revolutions of the Twentieth Century. Templeton Foundation Press. 2006. ISBN 9781932031973.
- Matthieu Ricard, Trinh Xuan Thuan (2001). The Quantum and the Lotus: A Journey to the Frontiers where Science and Buddhism Meet. Three Rivers Press. ISBN 9781400080793.

## Reconocimientos
- Premio Kalinga  2009 de la Unesco  « destinado a recompensar una persona que ha contribuido de forma excepcional a la investigación científica, sino también que ha sabido unir a su cualidad científica su capacidad para poner el conocimiento científico al alcance del gran público gracias a sus escritos redactados en un lenguaje comprensible para todos.»[7]
- Gran Premio Moron de la Academia francesa « asignado al autor francés de una obra que favorice una nueva ética.» por Les Voies de la Lumière.[8]
- Premio Mundial Cino Del Duca en 2012.